# Jérôme Sessini
Jérôme Sessini, né le 25 décembre 1968, est un photographe franco-italien basé à Paris, membre de Magnum Photos.

## Biographie
Jérôme Sessini est né le 25 décembre 1968. Photographe autodidacte, il s'intéresse à la photographie en découvrant la photographie documentaire américaine des années 60 et 70, notamment  le travail de Mark Cohen que lui montre un ami, Jean-Pierre Kruch, patron d’une imprimerie et photographe. Pour lui c'est alors « une révélation, [il a] compris que la photographie était un langage. »
Il commence sa carrière en couvrant  de nombreux conflits et zones de guerre entre 1998 et 2016. La guerre en Irak (2003-2008), L'Afghanistan (2001-2010), la conquête de Mogadiscio par les milices islamics, la guerre du Liban (2006), le conflit  Libyen (2011) et l'Ukraine (2014-2018). Il couvre l’invasion de l’Ukraine par la Russie en 2022.
Ses photographies ont été publiées par de nombreux journaux tels que Newsweek, Stern, Paris Match, Le Monde et le Wall Street Journal.
En 2016, après avoir été nommé en 2012, il devient photographe membre de la coopérative Magnum Photos.
En 2018, son travail sur « La crise des opioïdes aux États-Unis » est récompensé par l'attribution du prix Pierre et Alexandra Boulat.

## Publications
- The Wrong Side: Living on the Mexican Border, Contrasto, 2012 [7].
- Inner Disorder, RM editorial 2021.

## Expositions
Liste non exhaustive
- 2005 : « Irak : mars 2003 à janvier 2005 », Visa pour l’Image, Perpignan[8]
- 2009 : « Si loin de Dieu, trop près des États-Unis », Visa pour l’Image, Perpignan[9]
- 2013 : « Les rues d’Alep », Visa pour l’Image, Perpignan[10]

## Prix et récompenses
- 2010 : F Award, the International Award for Concerned Photography, pour sa série, So far from God, too close to America.
- 2014 : Olivier Rebbot Award
- 2011 : Getty Grant Award
- 2013 : World Press Photo, Short Online, « Aleppo »
- 2015 : World Press Photo, Spot News, 1er prix, pour « Crime sans punition »[11]
- 2015 : World Press Photo, Spot News, second prize stories
- 2018 : Prix Pierre et Alexandra Boulat pour « La crise des opioïdes aux États-Unis »[12]